# Kisela Voda (kommun)
Kisela Voda är en kommun i Nordmakedonien. Den ligger i den centrala delen av landet, och är en av tio kommuner i huvudstaden Skopje. Antalet invånare är 58 216.
Följande samhällen finns i Kisela Voda:
- Kisela Voda
- Usje